# 3.er Batallón de Infantería de Transmisiones Divisionales (motorizado)
El 3.er Batallón de Infantería de Transmisiones Divisionales (motorizado) (3. Infanterie-Divisions-Nachrichten-Abteilung (motorisiert)) fue un Batallón de transmisiones motorizado del Ejército alemán (Heer) durante la Segunda Guerra Mundial.

## Historia
Formado el 27 de octubre de 1940 desde el Batallón de Transmisiones de la 3.ª División de Infantería. En enero de 1943 es destruido en Stalingrado. El 1 de marzo de 1943 es renombrado en Francia como parte del 386.º Batallón de Transmisiones Divisionales. El 23 de junio de 1943 es reformado y renombradao 3.er Batallón Divisional Panzer Grenadier.
| Unidad                                         | N.º postal |
| ---------------------------------------------- | ---------- |
| Plana Mayor                                    | 04033      |
| 1.ª Compañía (Telefonistas)/1.ª Compañía       | 23294      |
| 2.ª Compañía (Radiotelegrafistas)/2.ª Compañía | 07849      |
| Columna                                        | 07501      |